# Domenico Criscito
Domenico Criscito (Cercola, 30 de dezembro de 1986) é um ex-futebolista italiano que atuava como lateral-esquerdo.

## Carreira
Criscito representou a Seleção Italiana de Futebol nas Olimpíadas de 2008 e na Copa do Mundo de 2010.

## Títulos

### Zenit Saint Petersburg
- Russian Football Premier League (2): 2011-12, 2014–15
- Copa da Rússia de Futebol: 2015–16
- Supercopa da Rússia: 2016